# واسیلیوکا (استان آمور)
واسیلیوکا (به لاتین: Vasilyevka) یک منطقهٔ مسکونی در روسیه است که در استان آمور واقع شده‌است.